# Trigonognathus kabeyai
Il pescecane vipera (Trigonognathus kabeyai Mochizuki e Ohe, 1990), unica specie del genere Trigonognathus, è un pescecane diffuso al largo di Wakayama e Tokushima (Giappone), nell'Oceano Pacifico nord-occidentale, a profondità comprese tra i 330 e i 360 m. La sua lunghezza massima è di 47 cm.